# Służba Pograniczna Federalnej Służby Bezpieczeństwa Federacji Rosyjskiej
Służba Pograniczna Federalnej Służby Bezpieczeństwa Federacji Rosyjskiej (ros. Пограничная служба Федеральной службы безопасности Российской Федерации, Pograniczna Służba, Пограничная Служба) – straż graniczna Rosji, formacja Federalnej Służby Bezpieczeństwa Federacji Rosyjskiej, której głównym zadaniem jest ochrona granic lądowych, powietrznych i wodnych, a także wyłącznej strefy ekonomicznej Federacji Rosyjskiej.
Funkcjonariusze pełnią służbę także poza terytorium Rosji, na granicy tadżycko-afgańskiej.